# アレクサンドロス石棺

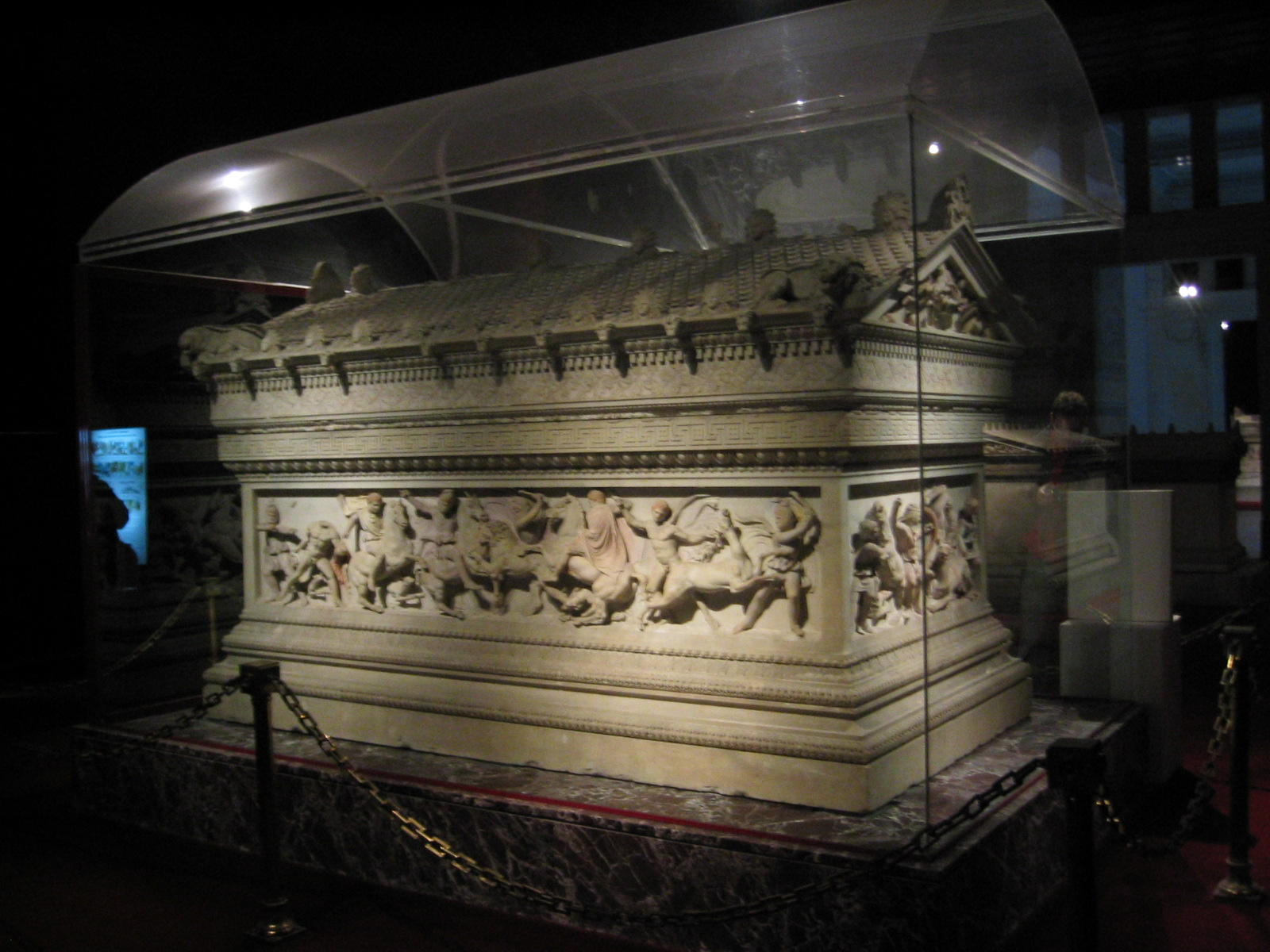
アレクサンドロス石棺

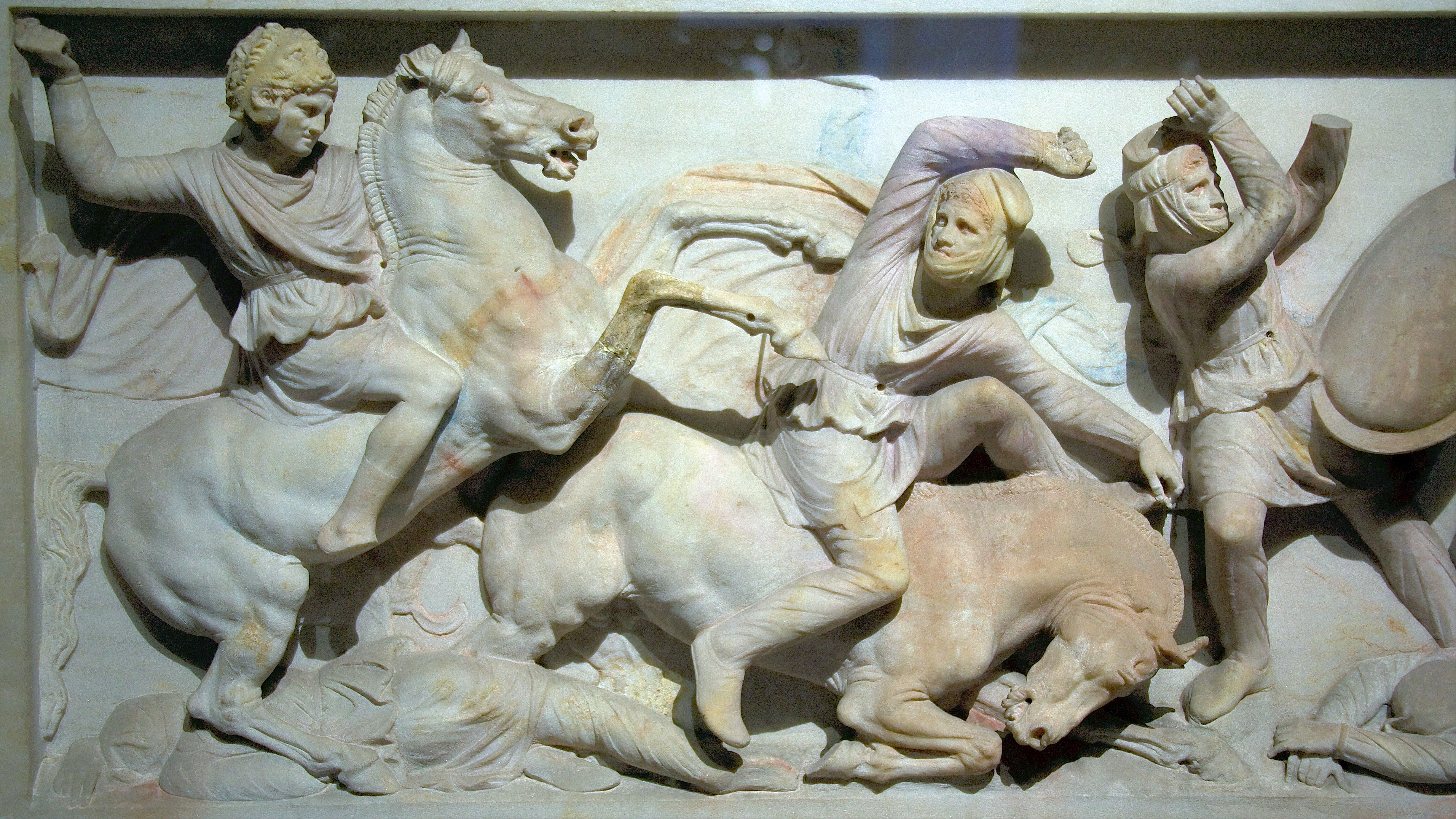
長辺の片方に描かれた、アレクサンドロスがペルシア人たちを打ち破る様子

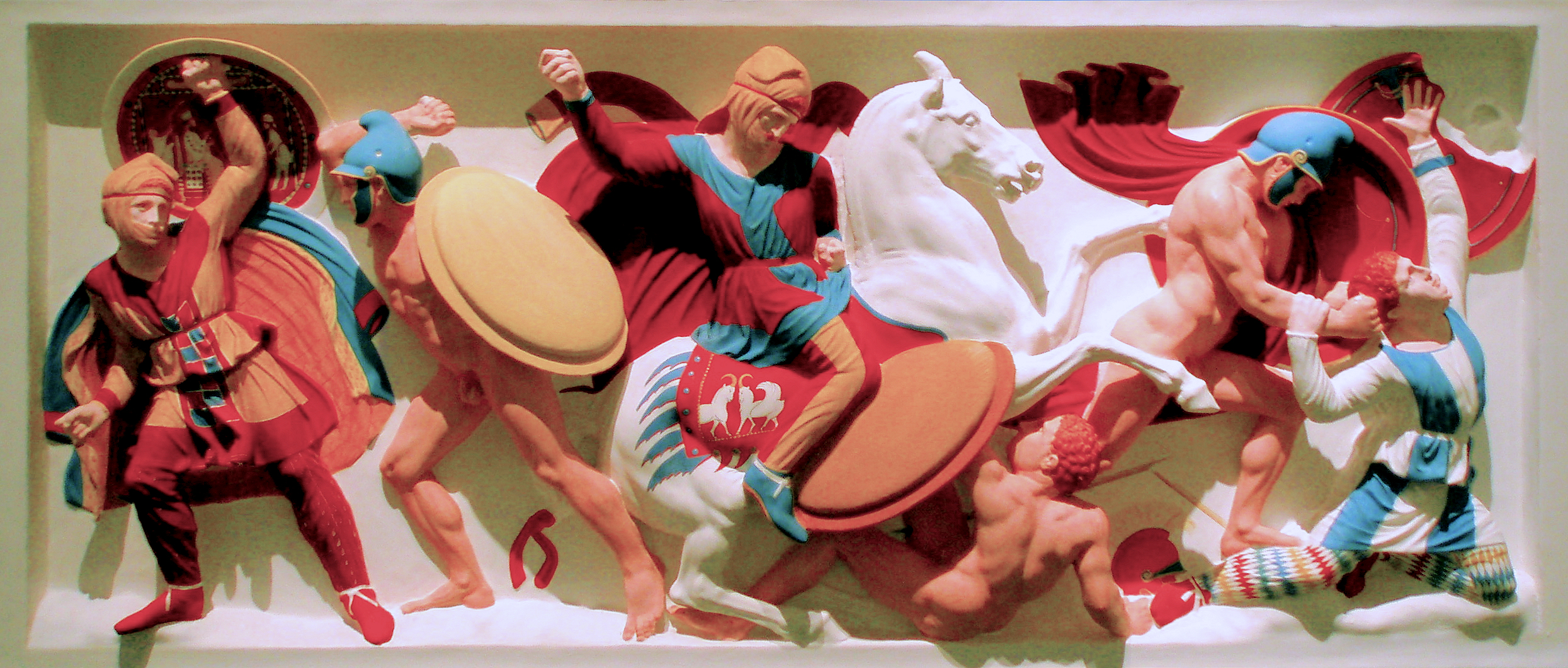
短辺のひとつのレリーフの彩色復元

アレクサンドロス石棺（アレクサンドロスせっかん、英語: Alexander sarcophagus）は紀元前4世紀後半のヘレニズム様式のサルコファガス（石棺）であり、アレクサンドロス3世を描いた浅浮き彫りが施されている。保存状態が非常によく、その高い美術的完成度によって有名である。イスタンブール考古学博物館の代表的所蔵品と考えられている。

## 歴史

### 発見と解釈

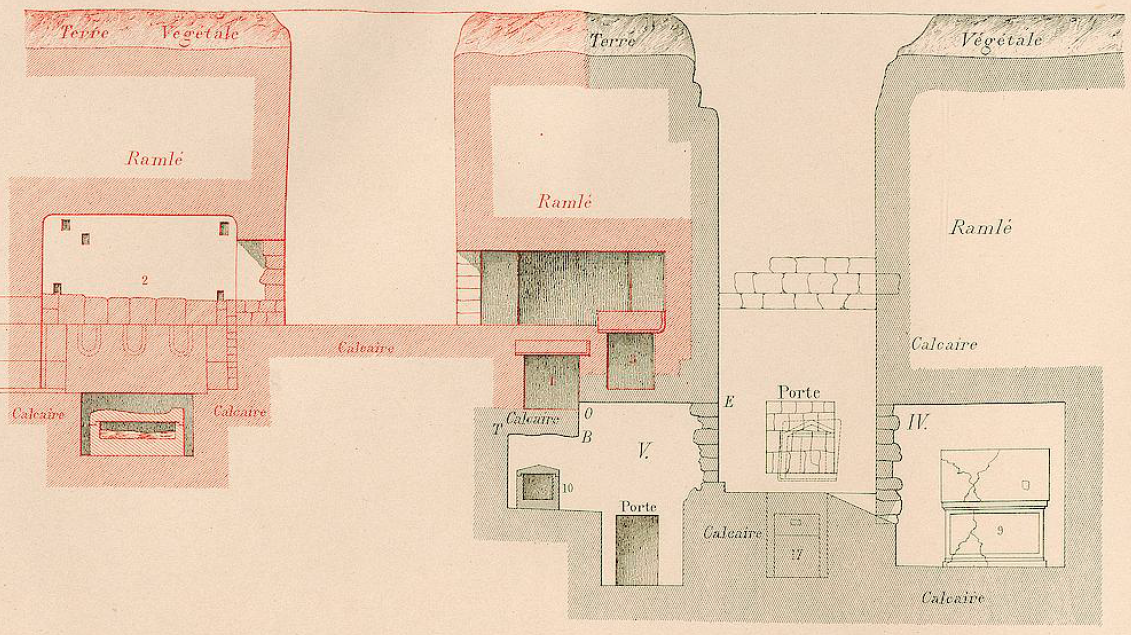
アヤアのネクロポリスの断面。石棺は中央下部に見える

アレクサンドロス石棺は、ギリシア系オスマン帝国人のオスマン・ハムディ・ベイおよびアルメニア系オスマン帝国人のイェルヴァント・ヴォスカンによって率いられた調査隊が1887年にレバノンのシドン近郊のネクロポリスを発掘したときに発見された大規模な彫刻を施した4つの石棺（2つずつ対をなす）のひとつである。はじめは、イッソスの戦い（紀元前333年）の直後にアレクサンドロスによってシドン王に封ぜられたアブダロニュモス（紀元前311年没）の石棺と考えられていたが、実際にはアブダロニュモスの死以前に作られたことがカール・シェーフォルトによって説得力をもって示され、いまだ古典的な作風はリュシッポスの様式の影響を受けていない。ヴァルデマール・ヘッケルによれば、石棺はペルシアの貴族でバビロンの統治者であったマザイオスのために作られた。シェーフォルトによると、アッティカの作風で作業した6人のイオニア人彫刻家の手が区別されるというが、ミラーによると石棺はおそらくシドンで働いていたロドス人の作業場で製造された。

## 説明
石棺はペンテリコン大理石で作られており、古代ギリシア寺院の形式に従って、多色であった痕跡が残っている。
石棺の長辺の彫刻は、イッソスの戦いでアレクサンドロスがペルシア人と戦う様子を描いている。フォルクマール・フォン・グレーフェはこの彫刻を有名なナポリのアレクサンドロスのモザイクと比較し、両者の図像が現存しないエレトリアのフィロクセノスによる絵画を共通の源泉として持っていると結論づけた。アレクサンドロスは馬に乗り、頭にライオンの頭皮をかぶり、ペルシアの騎兵に向けて槍を投げようとしている。フォン・グレーフェが認めた像の「歴史性」は、カール・シェーフォルトにとっては戦闘の神秘的内容や王の狩りとくらべて重要でないと考えられたが、学者によっては中央近くのマケドニア人がアレクサンドロスの親友だったヘファイスティオンを表していると考える。3人めの乗馬するマケドニア人はしばしばペルディッカスに同定される。
反対側の長辺はアレクサンドロスとマケドニア人たちがアブダロニュモスやペルシア人たちとともにライオンを狩る様子を表している。
短辺の片方はアブダロニュモスが豹を狩る様子を描く。もう片方は何らかの戦闘を描く。おそらくガザの戦いで、だとすると、その上のペディメントにはペルディッカスの殺害が描かれている。上の蓋のペディメントは戦闘中のアブダロニュモスを表す。

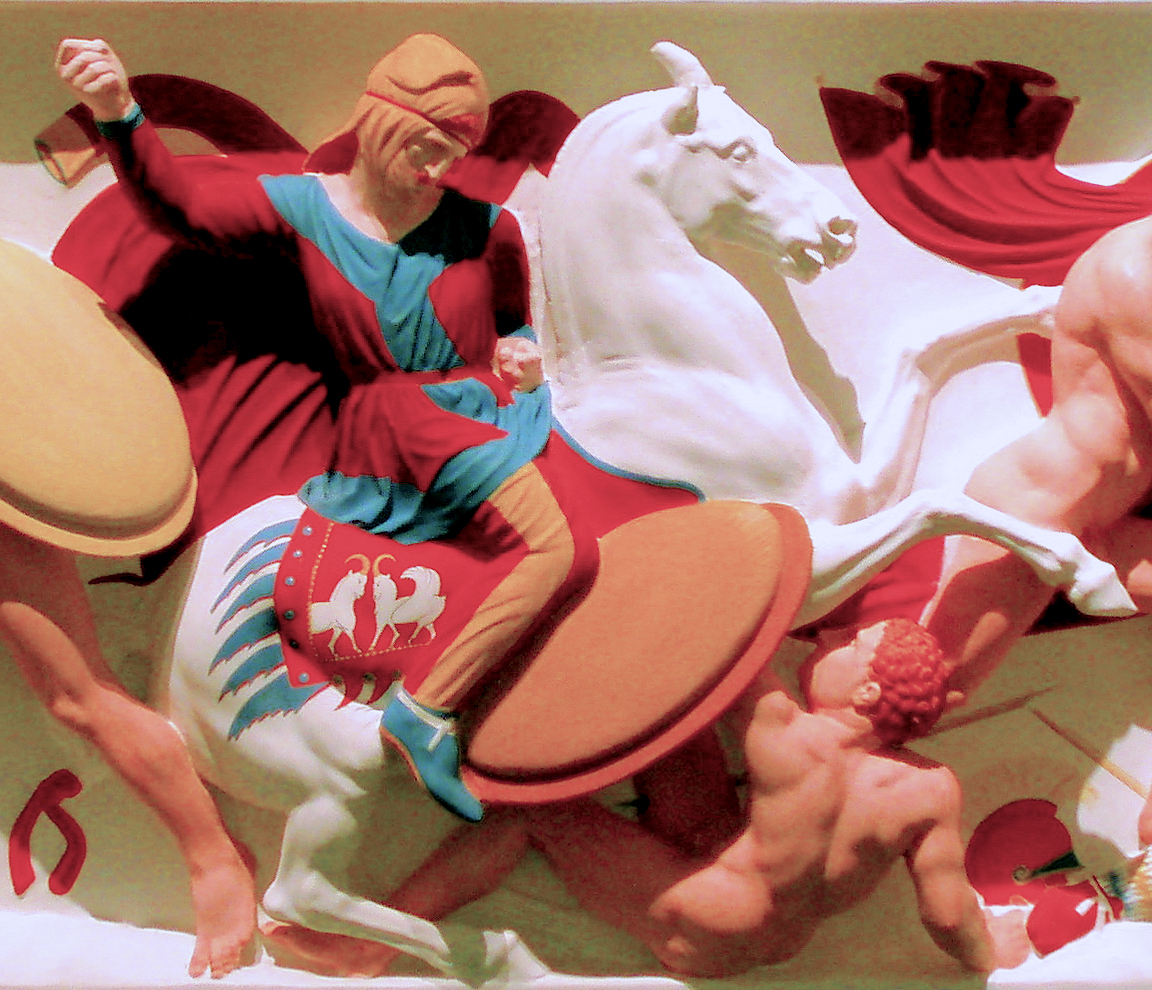
アケメネス朝の騎兵の彩色復元
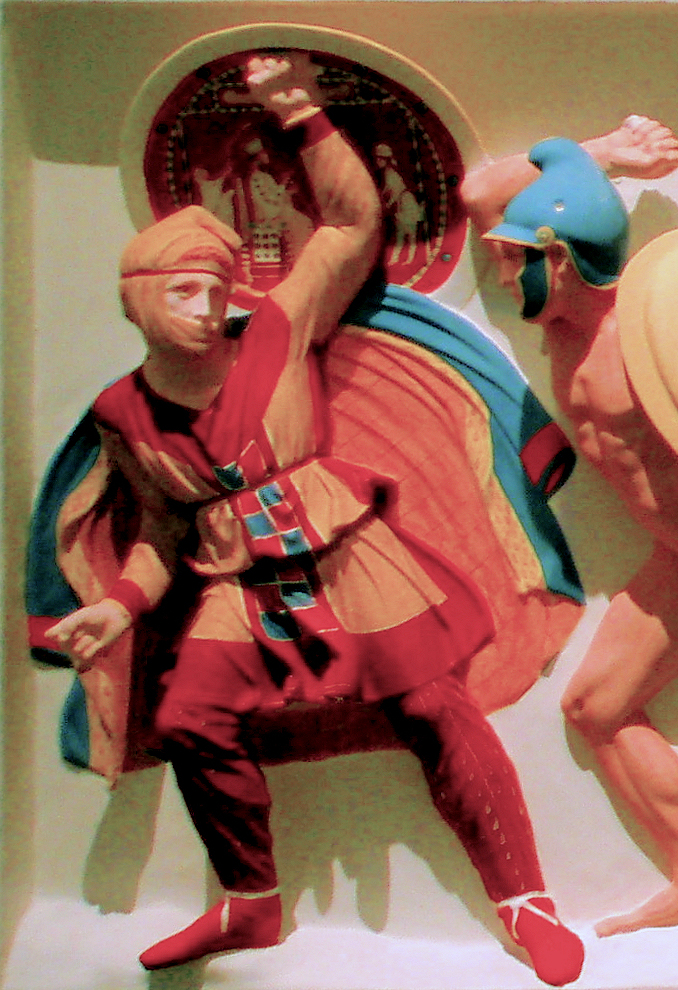
アケメネス朝の歩兵の彩色復元